# Vol Loftleiðir 001
Le 15 novembre 1978, le vol Loftleiðir 001, un vol charter international assuré par un Douglas DC-8 de Loftleiðir, pour le compte de Garuda Indonesia, reliant Djeddah, en Arabie saoudite, à Surabaya, en Indonésie, avec une escale à l'aéroport international Bandaranaike de Colombo, au Sri Lanka, s'est écrasé lors de l'approche finale, faisant 183 morts et 32 blessés parmi les 262 occupants de l'appareil.
C'est l'accident aérien le plus meurtrier impliquant une compagnie aérienne islandaise, et le deuxième plus meurtrier de l'histoire de l'aviation sri-lankaise, après celui du vol Martinair 138, impliquant également un DC-8 qui s'est écrasé 4 ans plus tôt. 
Le rapport officiel des autorités sri-lankaises a déterminé que la cause probable de l'accident était le non-respect des procédures d'approche standards par l'équipage ; cependant, les autorités américaines et islandaises ont également évoqué un équipement défectueux à l'aéroport et des erreurs de contrôle aérien comme ayant contribué au crash.

## Avion
L'appareil impliqué dans l'accident est un Douglas DC-8-63CF, immatriculé TF-FLA, affrété par Garuda Indonesia auprès de la compagnie aérienne islandaise Loftleiðir pour le transport des pèlerins participant au Hajj. 

## Déroulement des faits
Le vol 001 a quitté Djeddah, en Arabie saoudite, pour Surabaya, en Indonésie, avec une escale à l'aéroport international Bandaranaike de Colombo pour le ravitaillement en carburant et la rotation de l'équipage. Il y avait 249 passagers, dont la plupart étaient des pèlerins indonésiens, originaire du Kalimantan du Sud, rentrant chez eux après le Hajj, et 13 membres d'équipage, tous de nationalité islandaise, à bord. De violents orages étaient présents dans la région et le cisaillement du vent représentait un réel problème pour les décollages et les atterrissages. 
À 22h53, heure locale, le centre de contrôle a informé l'équipage qu'il atterrirait sur la piste 04. En réponse, l'équipage a demandé un atterrissage sur la piste 22. Le contrôleur a approuvé la demande et a donné des instructions pour un atterrissage ILS sur la piste 22. L'avion est ensuite descendu au niveau de vol (FL) 220 (22 000 pieds, 6 700 m), atteignant cette altitude à environ 90 miles ( 144 km) de l'aéroport.
À 23h06, heure locale, l'équipage a contacté le centre de contrôle radar de l'aéroport, qui a autorisé le vol 001 à descendre à une altitude de 2 000 pieds (610 m), puis à suivre les instructions pour effectuer l'approche en vue d'un atterrissage sur la piste 22. Il a également donné des instructions à l'équipage pour signaler qu'il avait atteint la radiobalise, ce que l'équipage a reconnu avoir reçu, mais n'a pas confirmé ces instruction. Le contrôleur radar a transmis périodiquement des données concernant la distance et l'altitude à l'avion. Le dernier message radio du contrôleur a été donné à 23h27 : « Lima, Lima 001, légèrement à gauche de l'axe d'approche, très légèrement à gauche de l'axe, à 2 miles (3 km) du point de toucher des roues, hauteur 650 pieds (200 m), autorisé à atterrir sur cette piste. ». Quelques instants plus tard, l'équipage a confirmé avoir reçu et compris le message.
Lorsque le contrôleur d'approche a ensuite eu un visuel sur le vol 001, l'avion descendait dangereusement vers le sol. Le contrôleur a averti l'équipage : « Lima, Lima 001, vous êtes trop près du sol. » Cependant, l'équipage était alors en communication avec le contrôleur radar sur une autre fréquence et n'a donc pas reçu l'avertissement. Le contrôleur d'approche a ensuite perdu de vue le DC-8, après quoi il a vu une grande explosion. 
À 23h28, le DC-8 s'est écrasé dans une plantation d'hévéa et de cocotier et a explosé. L'extrémité de l'aile gauche a d'abord heurté la cime de plusieurs cocotiers, les brisant net. L'avion a ensuite basculé de 40° vers la gauche et a heurté le sol à grande vitesse, désintégrant pratiquement tout la partie avant du fuselage. Le reste de l'appareil, alors hors de contrôle, s'est renversé sur le dos et s'est brisé en six tronçons, s'arrêtant à 146 m du point d'impact initial. Le lieu de l'accident était situé à 2 km de la piste 22, et à 31 m à droite de l'axe de la piste. En tant que premier témoin du crash, le contrôleur d'approche a immédiatement informé ses collègues de l'accident.
En une demi-heure, cinq camions de pompiers sont arrivés sur les lieux. L'opération de sauvetage a été gênée par la présence de nombreux cocotiers dans la zone, empêchant ainsi les véhicules de secours d'accédé au site du crash. L'un des membres de l'équipe de sauvetage était le chef par intérim de l'autorité de l'aviation civile du Sri Lanka. Tout en participant au sauvetage, il a réussi à documenter les relevés des instruments de bord et à prendre les photos nécessaires à l'enquête.
Au total, 183 personnes - huit membres d'équipage et 175 passagers - ont été tuées dans l'accident. On dénombre également 79 survivants : quatre membres d'équipage et 28 passagers ont subi des blessures mineures, tandis qu'un membre d'équipage et 46 passagers n'ont pas été blessés.

## Enquête
L'enquête révèle que la cause principale de l'accident du vol 001 est le non-respect par l'équipage des procédures d'approche standards. Ils n'ont pas vérifié et utilisé les instruments disponibles pour connaître l'altitude et le taux de descente de l'appareil. Le copilote n'a pas fourni au commandant de bord l'annonce d'altitude et de taux de descente requis pour l'approche ; celui-ci a été trop excessif pendant la majeure partie de la descente. 
Le commandant de bord n'a pas réussi à amorcer une procédure d'approche interrompue à l'altitude appropriée, alors que la piste n'était toujours pas visible, en raison des orages présents dans la région. Lorsqu'il a amorcé la remise des gaz, l'avion était déjà descendu trop bas, et finalement s'est écrasé au sol.
Cependant, la Direction islandaise de l'aviation civile a également imputé l'accident à un entretien inadéquat des installations ILS de l'aéroport, ce qui a provoqué une fausse représentation de la pente de descente vers la piste. Des informations erronées fournies par le contrôle radar et l'absence d'un système d'éclairage d'approche opérationnel ont été des facteurs contributifs à cet accident.